# واچوانی
واچوانی (به اسپانیایی: Wachwani) یک کوه در پرو است که در منطقه آیاکوچو واقع شده‌است. واچوانی ۴٬۶۰۰ متر بالاتر از سطح دریا واقع شده‌است.